# 库尔德斯坦民主党
库尔德斯坦民主党（：‎，简为“PDK”，简为“KDP”），也有媒体译为“库尔德民主党”，简称“库民党”，伊拉克库尔德斯坦主要的库尔德人政党之一，1946年成立于伊朗库尔德斯坦的马哈巴德。

## 历史
与其他多数伊拉克库尔德人政党一样，库尔德斯坦民主党不仅与巴格达当局，而且与伊朗等伊拉克邻国有着相互交织的复杂历史。

### 建党

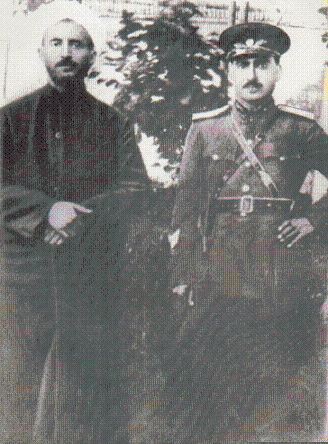
卡齐·穆罕默德和穆斯塔法·巴尔扎尼

1946年，苏联支持的马哈巴德共和国领导人卡齐·穆罕默德宣布组建一个基于伊朗或东库尔德斯坦的“库尔德民主党”。当时支持库尔德民族主义者反抗伊朗和伊拉克君主政权的苏联指示穆斯塔法·巴尔扎尼听从卡齐·穆罕默德的管理。不清楚穆斯塔法是否曾正式接受这一安排，但作为一个被伊拉克当局迫使的逃亡者，他依赖伊朗库尔德人及其苏联支持者的青睐，马哈巴德共和国当局安排当地库尔德人为其困乏的军队提供食宿。
民族主义者的圈子里，大家都知道穆斯塔法和卡齐·穆罕默德的关系并不融洽。穆斯塔法试图在伊朗为巴尔扎尼家族寻求特殊的地位，但卡奇拒绝了他们，并称“将只有唯一一个政党，你们不得脱离它行动。”期间，穆斯塔法与巴格达当局达成协议允许他返回伊拉克，并成功使伊拉克库尔德政要认识到需要建立一个伊拉克库民党。伊拉克共产党库尔德人分部瑞兹卡尔（Rizgari）强烈反对这一主意，因为这将打破泛库尔德人联盟，并妨碍到合法地将两伊边境分裂为库尔德斯坦。
尽管如此，巴尔扎尼的策略成功了，并且他使瑞兹卡尔发生了分裂。由于穆斯塔法不仅是部落长老领袖，而且在普通库尔德人中享有的广泛知名度，他甚至得到了很多忠实左派的支持。人们相信只有民族主义运动站在巴尔扎尼他们一方，才能取得军事胜利。
新生的伊拉克库民党于1946年8月16日召开了它的第一次代表大会。32个代表选举产生了一个中央委员会，穆斯塔法任流亡主席，谢赫·拉蒂夫和卡卡·齐亚德·阿迦任副主席，哈姆扎·阿布德·阿拉任秘书长。该党要求伊拉克库尔德斯坦自治，确定伊拉克库尔德人政治经济形势与伊朗库尔德人的不同。由于怕疏远已经同意支持的非常保守的部落首领和地主，该党的纲领中没有提到任何具体的社会和经济内容。

### 巩固
1947年初马哈巴德共和国灭亡以后，原来伊朗库民党苏莱曼尼亚代表易卜拉欣·艾哈迈德加入伊拉克库民党。艾哈迈德是一个具有极高影响力的左翼知识分子，到1951年他已成功将大多数伊拉克库尔德左翼民族主义者整合到了库民党之中，相应地，它为召开第二次党代表大会提供了机会，并选举艾哈迈德为秘书长，实际上他行使代理主席权利。
二十世纪四十年代末和五十年代初，库民党和伊拉克共产党的库尔德人成员持续增进他们的工作关系，在很多情况下会派出联合候选人。伊共直接开展反对阿迦（部落长老）的运动，并获得了埃尔比勒、杜胡克和苏莱曼尼亚的工人们的支持，而库民党则安慰阿迦们伊共最终将在他们的控制之下。到1954年，库民党开始鼓吹建立流行的民主共和国以取代伊拉克君主政权，这让它的很多部落支持者十分错愕。
事实上，在1956年，库尔德阿迦们和库民党-伊共联盟之间的对立十分严重，前者的使者联系了摩苏尔的英国领事，希望获得武器和资金在伊拉克北部建立一个“反共并独立的库尔德斯坦”。

### 伊拉克革命时期

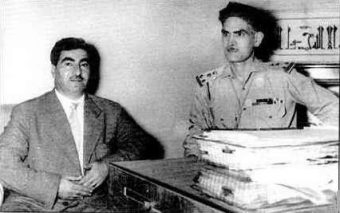
巴尔扎尼和卡塞姆

1958年7月14日，阿卜杜勒-卡里姆·卡塞姆少尉和他领导的“自由军官组织”发动政变推翻了伊拉克君主政权，这为伊拉克库尔德人许下了美好的未来。虽然库民党和伊共被排除在新的民族统一战线政府之外，但卡西姆组建了三人主权委员会代行总统职权，分别由由逊尼派、什叶派和库尔德人士组成。库民党立即承诺支持新政权，在其报纸为“库尔德人和阿拉伯人自由和平等”的新时代而欢呼。
易卜拉欣·艾哈迈德曾试图迫使卡塞姆将库尔德人自治写入临时宪法。然而，卡塞姆正受到来自他的副手阿卜杜萨拉姆·阿里夫和其他泛阿拉伯民族主义者，至少是复兴党，的更大的压力，他们想要将伊拉克并入由埃及和敘利亚联合组成的阿拉伯联合共和国。他们反对卡塞姆明显亲库尔德人的态度和对穆斯塔法·巴尔扎尼的特别友好。为了压制纳赛尔分子，卡塞姆政府邀请穆斯塔法于10月份从苏联回国，并在机场进行了热烈的欢迎。
卡塞姆和穆斯塔法关系十分密切，在卡塞姆看来，巴尔扎尼是一个强有力的军事盟友，可用来抗衡威胁颠覆伊拉克建立纳赛尔埃及一般政权的泛阿拉伯民族主义者。卡塞姆正式将巴尔扎尼确定从建党以来一直在纸面上拥有的库民党主席，赠给了他努里·赛义德在巴格达的一座旧宅、一辆汽车和一份“巨额的月薪”。穆斯塔法在1959年3月证明了他的忠诚，他帮助卡塞姆镇压了泛阿拉伯民族主义者和复兴党军官在摩苏尔发起的一起严重暴动。在穆斯塔法的授意下，库尔德人联合伊共一起袭击了民族主义者和复兴党正大肆破坏的摩苏尔，后者在四天时间里至少杀害了2500人。虽然共产党人和库尔德人报了仇，但卡塞姆以这次起义为借口，将民族主义者和复兴党人清出了伊拉克武装部队和政府。
七月份，卡塞姆又利用了一个几乎相同的事件为借口来打击异己，但这次发生在基尔库克，打击的是库民党的亲密盟友共产党。1959年，基尔库克150,000人口中的一半是土耳其裔伊拉克人，另一半依次是库尔德人、阿拉伯人、亚美尼亚人和亚述人。上一年10月，穆斯塔法对该市的凯旋访问已经导致了流血事件，但杀戮是一个称为“人民抵抗力量”的组织的共产党和库尔德成员造成的，多达50名土耳其裔伊拉克人丧生。卡塞姆宣布共产党应为其负责，并称发现了针对巴格达的类似行动计划。在接下来的几个月里，穆斯塔法帮助克塞姆迫害伊拉克共产党，并且在伊拉克库尔德斯坦，库民党在库尔德部落的支持下与库尔德共产党发生了冲突。
同时，库民党之中产生了意识形态裂痕，一方是知识分子和左翼分子易卜拉欣·艾哈迈德和贾拉勒·塔拉巴尼，另一方是穆斯塔法和巴尔扎尼家族。双方相互攻讦，关系疏离，但在企图削弱对方在库民党的重要性的同时，他们也都知道对方在各自支持基础的忠诚上是必不可少的，像部落村民、牧民对巴尔扎尼的支持和城市居民、受教育者对艾哈迈德和塔拉巴尼的支持。
1950年代，通过消灭敌对的哈基、苏驰、巴拉杜斯提、齐巴里等部落的武装，穆斯塔法加强了自身在军队的地位。卡塞姆敦促他克制，但穆斯塔法并未顾及，在部落间很多次流血冲突之后，最终取得了胜利。由于此事和曾发生在摩苏尔和基尔库克的暴力事件，卡塞姆慢慢开始疏远穆斯塔法和库民党，并在1960年的一次发言中公开批评了巴尔扎尼家族。卡塞姆害怕巴尔扎尼独大，开始支持哈基和齐巴里部落来遏制穆斯塔法。由于卡塞姆没有采取任何实际步骤来使库尔德人自治，库尔德人，尤其是易卜拉欣·艾哈迈德和贾拉勒·塔拉巴尼感到越来越沮丧。
由于巴格达迟迟不能解决库尔德人自治问题，穆斯塔法与1960年10月赴苏联寻求支持，但直至1961年2月回国，他也没有获得莫斯科的支持。1961年8月，穆斯塔法向政府发出最后通牒，要求结束独裁统治，承认库尔德自治。9月，政府军向库尔德武装发起大规模进攻。同时1960年才被政府根据新颁布的社团法允许在巴格达成立的库民党于1961年9月又被取缔。1961年到1963年间，暴力吞噬库尔德斯坦，而且因为在对如何进行反抗和反抗的目的是什么上无法达成共识，塔拉巴尼等社会主义民族主义者与穆斯塔法、部落阿迦之间的长期分化越来越难以调和。穆斯塔法曾首先向英国，之后向美国求援，这使他失去了他在伊拉克共产党中所剩无多的盟友。整个国家陷入混乱，四分之一的库尔德村庄被袭击，产生了80,000难民。卡塞姆不但失去了对库尔德斯坦山区的控制，而且在巴格达也被泛阿拉伯民族主义者在政治上孤立了，丧失权利对他来说似乎已经只是时间问题。

### 复兴党统治初期
由于与库尔德人的战争，大多数政府军驻扎到了库尔德斯坦，复兴党利用首都的军力空虚顺利发动了斋月革命，击毙了卡塞姆。与其他的很多库尔德人一样，库民党同样欢迎的斋月革命的到来，他们相信复兴党对库尔德自治的保证。新政府成立后不久，就与库尔德人就自治问题开展了谈判，穆斯塔法·巴尔扎尼提出在北方建立库尔德立法和司法机构，由库尔德人出任副总统和库尔德斯坦所有公职，建立库尔德军团，库尔德地区应包括苏莱曼尼亚、基尔库克、埃尔比勒三省和摩苏尔、迪亚拉两省中库尔德人占多数的县。对此主张泛阿拉伯主义的复兴党是难以接受的。潮流转向了反对库尔德人，因为在巴格达，大家都相信库尔德人是伊朗、西方或者他们两者的特洛伊木马。关于库尔德斯坦地位的谈判一直僵持不下，尤其是基尔库克的地位。库民党要求控制这个富产石油的城市，但政府反驳说根据1947年的人口普查，库尔德人仅占该市人口的25%，而土耳其裔伊拉克人则超过了一半。穆斯塔法威胁发动战争，但巴格达接受了挑战，于4月底恢复了对库尔德人的战争。复兴党军队占领了苏莱曼尼亚并宣布戒严和宵禁，逮捕政治领袖和活动家。戒严三天后，在一个乱葬坑发现了80具尸骨，而且成百的人失踪。伊拉克的库尔德人代表被逮捕，而库民党内知识分子为了穆斯塔法的战略而与他产生了争执。凭借伊朗库尔德人的大力支持，穆斯塔法的武装到该年冬天收复了他们原有的多数阵地。
通过一次不流血的政变，第一个复兴党政府被推翻，取而代之的是阿卜杜塞拉姆·阿里夫领导的革命指导委员会。尽管这个政权的意识形态在本质上是一样的，但它选择了和平，因为与库尔德人的战争是昂贵且不受欢迎的。事实上，在自己就能够推翻复兴党之前，阿里夫曾与穆斯塔法合作抵制复兴党。阿里夫在上台之初就亲自会见了穆斯塔法，达成了停火协议。但穆斯塔法以私人名义，而不是以库民党党首的身份与阿里夫签署的协定，这使得易卜拉欣·艾哈迈德和贾拉勒·塔拉巴尼非常愤怒，因为协议中没有提到任何关于他们正全力争取的库尔德自治的问题。阿里夫用武力威胁穆斯塔法的对手，而穆斯塔法也宣称任何反对巴格达的抵抗活动都是对他本人和巴尔扎尼部落宣战。穆斯塔法知道阿里夫并不介意是否废除库尔德政党，只要它符合“伊拉克的利益”，而且穆斯塔法开始从阿里夫那里达到武器和资金。
库尔德政局再次产生了分裂，以易卜拉欣·艾哈迈德和贾拉勒·塔拉巴尼为代表的知识分子谴责穆斯塔法和阿里夫的狼狈为奸，而穆斯塔法将保守人士和部落首领拉拢到了自己身边。在经历激烈的争辩和游说之后，艾哈迈德和塔拉巴尼仍未能撼动穆斯塔法在库尔德人民心中的领袖地位。由于穆斯塔法不容异议，艾哈迈德和他的追随者们担心自身安危，在与穆斯塔法的一次激烈讨论后趁夜溜走，退回了他们的大本营马瓦特。
1964年7月库民党第6届党代会上，来自艾哈迈德-塔拉巴尼派的代表们到达后被立即逮捕。几天后，穆斯塔法派他儿子伊德里斯·巴尔扎尼率军迫使艾哈迈德及其约四千追随者流亡伊朗。至此，穆斯塔法实现了对库民党的绝对控制。1965年5月，穆斯塔法获得伊朗政府提供的重型武器，在北方农村建立了事实上的库尔德地方政权。
在接下来直到复兴党再次政变前的四年里，库尔德人一直保持着对伊拉克当局的游击战。到1966年，穆斯塔法已经得到了巴格达当局两大敌人伊朗和以色列的支持。他相信这两个国家和美国将会助其脱离巴格达独立。
1968年，第二次复兴党政变成功，库民党与复兴党达成了一项名为“巴扎兹宣言”的协定。虽然复兴党的创始人米歇尔·阿弗拉克呼吁所有种族和宗教在阿拉伯统治下平等，但现实中新政权最终比之前任何时期都更加沙文主义。阿拉伯民族主义者没有忘记他们1959年所遭受的穆斯塔法和巴尔扎尼家族的暴行。讽刺的是，萨达姆·侯赛因是提倡更多考虑和以适当方法处理库尔德问题的早期复兴党领导人之一。由于从复兴党政权身上感到了比之前任何巴格达政府更多的社会主义元素，艾哈迈德和塔拉巴尼也欢迎新的复兴党政权。
然而，巴格达越来越担心包括向穆斯塔法提供了大量精密炮弹在内的伊朗对库尔德斯坦事务的不断涉足，以及当时伊朗刚刚对巴林提出的主权要求。为了缓和事态并遏制穆斯塔法实力的增长，复兴党政府宣布其对1968年巴扎兹宣言的承诺，宣称将在全伊拉克的学校和大学内教授库尔德语，在苏莱曼尼亚兴建一所新的库尔德大学，诺鲁孜节将被设为国家假日。穆斯塔法并未在乎，炮击了政府在基尔库克的石油设施，使巴格达在国际上非常难堪，尤其是对英属伊拉克石油公司。
其后，塔拉巴尼和艾哈迈德开始寻求新的复兴党政权的认可，介绍自己是更负责任的领导人，在意识形态上更接近复兴党。现实中，艾哈迈德-塔拉巴尼派和穆斯塔法都在争夺影响力和巴格达的认可。艾哈迈德·哈桑·贝克尔总统试图巩固其在阿拉伯伊拉克的力量，尤其反对共产党，所以他命令他的副手萨达姆·侯赛因前往库尔德斯坦与库尔德人达成和平协议。1970年，萨达姆前往库尔德斯坦与穆斯塔法议定协议，一个真正民主的、联邦制的、公平的15条协议最终达成，该协议声称“历史将见证，你们（库尔德人）永远不会有比阿拉伯人更真诚的兄弟和更可靠的盟友。”
和平并没有持续多久。正如预料的那样，最早的障碍是人口统计。当政府1972年提出将1957年的人口普查数字运用到基尔库克时，穆斯塔法拒绝了，因为他知道这将表明土耳其裔伊拉克人占了该市的大多数，并且鉴于1959年的暴力事件，相比库尔德人的统治，伊拉克人可能更喜欢复兴党的。尽管穆斯塔法承诺不需求外部援助，但他还是因为已经同意请求美国的援助而拒绝关闭与伊朗的边境。此外，1972年9月中旬穆斯塔法从以色列得到了一笔50,000美元的津贴来扰乱和削弱复兴党。同时，政府对该国石油设施的国有化，使得库尔德人担心失去自己的石油资源。双方的言辞不断激化，在基尔库克和辛贾尔爆发了冲突。穆斯塔法1973年6月向《华盛顿邮报》声称：“如果美国保护我们不受这群狼的伤害，我们准备按照美国的政策行事。假如有足够的支持，我们能够控制基尔库克的油田，并将开采权赋予一家美国公司。” 
冲突最终未能避免，伊拉克飞机轰炸了库尔德人的底盘，而穆斯塔法也动员部队，威胁全面开战。但萨达姆在得到伊朗暂停援助库民党的协定后决定不再开战。穆斯塔法进一步提出了将基尔库克设为自治的库尔德斯坦的首府的要求。然而复兴党在10月份宣布了一项基于同600名反巴尔扎尼的库尔德人的讨论的自治法草案，表明如果必要，复兴党愿意撇开库民党。库尔德社会主义者和共产主义者们与复兴党的热烈讨论激怒了穆斯塔法，而穆斯塔法由伊朗情报机构“萨瓦克”训练的安全部队“Parastin”则开始围捕和杀害库尔德共产主义者。
虽然穆斯塔法的欧洲顾问们建议他放弃基尔库克，但他却始终不愿让步，导致谈判一再拖延。1974年3月11日，巴格达发表了自治法，限穆斯塔法在两周内接受它，并与阿拉伯民族主义者、共产主义者一道加入复兴国民阵线。该协议分配给库尔德人的领地大致与后来库区政府的领地相当。
由于有着美国、以色列和伊朗的支持，穆斯塔法并未在乎巴格达当局定下的期限。这使得一些高级别的库民党政治局委员投奔了在巴格达的伊拉克国民阵线。这些叛逃中最重要的是穆斯塔法的大儿子奥贝杜拉·巴尔扎尼，他声称他的父亲“只要得到基尔库克和它的石油，他不在乎是不是自治。只有都取决于他的法律，他才会接受，他想当绝对的统治者。”他还进一步谴责了他父亲未能实现土地改革。与此同时，一部分库民党人分裂出去加入了复兴党倡导的全国进步阵线。

### 1974–75年战争
穆斯塔法麾下有大约五万名训练有素的“自由斗士”军人，并可能还有五万非正规军，他有信心在面对伊拉克的军事攻击。而为了对抗这样一支武装，巴格达部署了九万部队，还配置了超过1200辆坦克和装甲车以及200架飞机来支持。由于伊朗以及隐蔽的美国和以色列的支持，自由斗士能够对抗技术优越的伊拉克军队。由于美国的促成，伊朗在1975年3月欧佩克会议期间与伊拉克达成协议，即1975年阿尔及尔协议，协议要求伊朗结束对库民党的支持。由于失去了伊朗防空和反装甲武器的援助，穆斯塔法下令库民党开始撤退，以避免伊拉克部队的反击。二十万库尔德难民逃入伊朗，并造成了约两万人伤亡。
在镇压了此次武装反叛之后，复兴党至少夷平了1400个村庄来建立沿土耳其和伊朗边界的安全地带。至少60万平民被驱逐到集体“重新定居营”，任何试图抗拒的都会被当场处决。伊拉克政府还利用这一机会来使人口比例更有利于他们——将库尔德人从争议领土上迁走，并迁入阿拉伯人。复兴党甚至还通过经济手段诱导阿拉伯人娶库尔德妻子。
穆斯塔法逃到伊朗，而萨达姆·侯赛因，这个最初对库尔德问题的“鸽派”，被由他一生都记恨的国家伊朗所帮助的库尔德叛乱所激怒。

### 萨达姆初期
在1974—1975年的战争中战败之后，穆斯塔法·巴尔扎尼和他儿子伊德里斯、马苏德逃往伊朗。他们留下的权力真空被贾拉勒·塔拉巴尼填补，此前，塔拉巴尼和他的左派支持者在大马士革宣布成立了库尔德斯坦爱国联盟（简称库爱盟）。
1976年，伊德里斯和马苏德在欧洲重新集结库民党人，成立了库民党“临时领导”。临时领导正式地将自身重新定位为左翼组织，而马哈茂德·奥斯曼控制了库民党在伊拉克库尔德斯坦的运作。1979年，马苏德·巴尔扎尼在父亲去世后从伊朗回国并获得了党的领导权。
尽管库尔德人是作为一个整体经受了极大的苦难，但自1974-1975年战争后，由于库民党在1976-1977年伏击并杀害库爱盟战士，库尔德人内部的斗争一直没有停歇。塔拉巴尼誓言复仇，并多次命令他的部队向库民党的部队开火，但相比库民党，这些命令往往很难执行。随着库民党、库爱盟和伊朗库民党竞争对领国的影响力和资金，争斗和分裂一直持续到1970年代末。
两伊战争开始时，萨达姆·侯赛因曾公开扬言“库尔德的各个组织将永远都得不到任何东西，他们只能绝望地分裂相互斗争，屈从于外国列强”。1981年4月， 库民党、伊拉克共产党以及新成立的库尔德社会党勾结攻击了库爱盟在埃尔比勒省的据点。而在随后一个月库爱盟的反击中，50名共产党人被杀，70人被捕捉。每一方都指责对方是受巴格达，甚至安卡拉控制的。
为对付萨达姆政权，伊朗又开始与库民党关系热切起来，到1983年，伊朗通过库尔德斯坦入侵伊拉克成为现实。库民党允许伊朗控制了著名的两伊边境口岸哈吉乌姆兰，有一位西方外交官称此举是“萨达姆永远不会忘记的暗箭”。随后，萨达姆报复了巴尔扎尼部族。包括亲政府的“驴驹”在内，共有约8000巴尔扎尼男性被处死，而且处决前还曾被绑着在巴格达街头游行。
以此同时，库爱盟曾宣布与巴格达停火，以巩固新获得的领土。由于超过3000库爱盟战士投奔了库民党以继续同萨达姆作战，此举未能如愿。
由于萨达姆在与伊朗伊斯兰共和国的战争中不仅有来自美国，而且有来自法国、英国和苏联的经济、军事支持，库尔德人各个组织最终意识到他们必须团结起来才能对抗共同的敌人萨达姆。1986年，库民党、库爱盟、库社党和伊共共同宣布了一项联合声明，呼吁团结起来共同反对复兴党政权，11月，马苏德·巴尔扎尼和贾拉勒·塔拉巴尼最终在德黑兰会面，形成了正式结盟。到1987年5月，库尔德社会党、库尔德斯坦劳动党和亚述民主运动等组织均加入了被称为“库尔德斯坦阵线”的统一战线，至此所有库尔德政党均接受来自伊朗的货币和军事支持。
随着库尔德人看起来取得了比从1960年以来任何时候都更有利的地位，以及他们对萨达姆的彻底背叛，大规模的镇压开始了。在库爱盟控制的苏莱曼尼亚，萨达姆逮捕了五百多名10到14岁的男童，而他们大多在被杀害前受到了残酷的折磨。
库民党和库爱盟从伊朗那里获得了像SAM-7之类的先进武器装备，这使他们几十年来首次在伊拉克部队的共计下守住了自己的军事中心和民用领地。由于萨达姆日益感到威胁，他委托被称为“化学阿里”堂弟阿里·哈桑·马吉德开展“安法尔行动”，期间使用化学武器对库尔德城镇哈拉卜贾进行清剿。安法尔行动造成成千上万的库尔德人村庄被毁，至少18万平民丧生。

### 海湾战争与库尔德起义

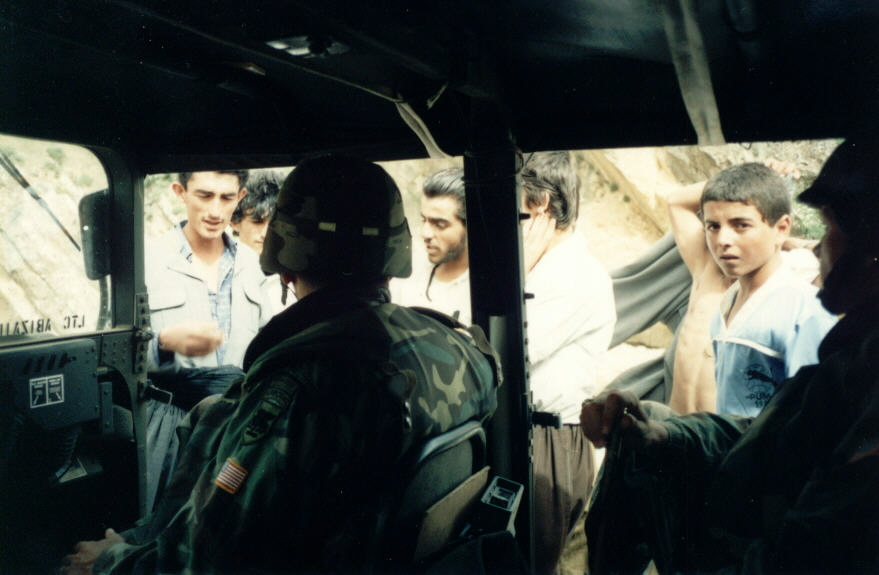
“提供慰藉行动”中的军人与库尔德人

1990年8月，萨达姆政权入侵和吞并科威特，海湾战争爆发，遭到了来自国际社会的普遍谴责。以美国为首的34国联军在联合国授权下开始干预伊拉克的侵略。这一刻，伊拉克所有的反对派——库尔德人、什叶派和反萨达姆主义的逊尼派都在伺机行动，而在美国鼓动下，爆发了1991年伊拉克大起义。
库民党和库爱盟由于怕让盟友伊朗不高兴，公开消除他们愿意参与美国主导的倒萨活动的传言。由于害怕巴格达当局像两伊战争时期一样对他们的平民使用化学武器，他们在战争初期对是否行动都犹豫不决。
然而，随着伊拉克部队到1991年年初的全面失利，在库尔德斯坦的动荡也随之加剧。在拉尼耶、杜胡克、苏莱曼尼亚和埃尔比勒等地都爆发了人民起义。马苏德·巴尔扎尼本人曾表示“这些起义是人民自发的，我们并没料想到它们的发生。”在美国支持和南方什叶派起义胜利的激励下，库民党和库爱盟的自由斗士武装占领了南到基尔库克—巴格达高速公路的领土。
面对国际和联合国的压力，以美国、英国和法国为首展开了声势浩大的“提供舒適行動”，在后来归属库尔德斯坦地区政府的地区上方建立了禁飞区。

### 建立自治政府
尽管美欧空军遏制了伊军的进一步侵犯，但由于伊拉克军队再次占领基尔库克和其他偏南部的多数库尔德地区，库民党-库爱盟领导的库尔德斯坦阵线被迫再次与萨达姆就自治问题开始谈判。马苏德·巴尔扎尼和贾拉勒·塔拉巴尼分别作为单独的领导人进行谈判和行动。巴尔扎尼在基尔库克问题上一直坚持己见，而对萨达姆的任何承诺都深表怀疑的塔拉巴尼则警告不要签署任何不能得到国际认可的协议。这一分歧削弱了库尔德人的位置，并且萨达姆决定优先解决巴尔扎尼。
谈判陷入僵局，而萨达姆通过切断所有的进出口封锁库尔德地区来加强他的态度。库尔德人开始因为萨达姆以及无能的领导人游行示威，他们高喊“我们要面包和黄油，不要萨达姆和库尔德斯坦阵线！”马苏德·巴尔扎尼说：“我们的治理瘫痪了……这是库尔德斯坦阵线的一个空前的危机。”
讽刺的是，当局对库区的封锁给库尔德领导人在没有巴格达干扰的情况下举行选举的机会。因此，库尔德人在1992年5月举行了首次民主选举，此次选举与意识形态几乎不相干，主要是关于对部落或自由斗士武装（库民党或库爱盟）的忠诚。事实上，很多团体直接将选票出售给了两大领导政党。库爱盟赞成建立更加健全的自治政府形式，但结果基本上保留了双方对领土的实际控制。在可竞争的100个席次中，库民党获得了51席，库爱盟获得了剩余的49席。虽然其间出现了欺诈、贿选等情况，但这次选举仍然是一个历史性的、里程碑式的事件，这是除黎巴嫩、以色列和土耳其之外中东地区的首次此类选举。
尽管选举取得看成功，但库民党和库爱盟两党的分歧还是根深蒂固的。库民党和巴尔扎尼的效忠者大多来自库区北部，讲巴迪尼（Badînî）方言；而库爱盟的支持者几乎全部来自索拉尼方言区，且其总部设在比较进步的城市苏莱曼尼亚。一位资深库尔德政治家说：“他们（巴尔扎尼和塔拉巴尼）不信任对方。如果您拜访他们中的一个，所能做的就是谈论另一个。他们都痴迷于政党竞争……他们没有制定出任何常规战略。除了超过另一个政党，没有战略可言。”当库爱盟元老福阿德·马苏姆被任命为总理时，他以辞职来抗议两极化的局面。因此，库尔德地区实际上是在一“国”之内有两“国”，分别由两个不同的政党、军队和安全部队所统治。

## 关于腐败、独裁和官方谋杀的控告
近年来，库民党因腐败、裙带关系和对异见人士的暴力行为多次受到内部和人权观察、国际特赦组织、保护记者委员会等国际非政府组织的批评。
根据《金融时报》，无论库民党还是库爱盟都成为由保罗·布雷默以现金交付的伊拉克石油收入的富有接受者，《金融时报》在2004年12月10日报道，埃德·罗杰斯代表马苏德·巴尔扎尼在瑞士银行账户中存入了5亿美元。
| 卡迪夫大学的荣誉教授、伦敦的库尔德异见者卡马尔·马吉德在半岛电视台的《走进伊拉克》中说： — “当我们谈到腐败时，我们谈论的不是小事情或小人物。我们谈论的是马苏德·巴尔扎尼和贾拉勒·塔拉巴尼。当马苏德·巴尔扎尼在美国总统布什助理埃德·罗杰斯的协助下将五亿美元存入瑞士银行的时候，当他将杜胡克变成向叙利亚、土耳其、伊拉克和伊朗等地走私香烟的中心的时候，当他与塔里斯曼之类的石油公司们做交易并得到2亿2千万美元的时候，当像Nokan这样的一家库爱盟公司控制了从苏莱曼尼亚的土伊-马利克到Goizja的750-760杜纳亩的土地，当库尔德人的政府库尔德斯坦地区政府在苏莱曼尼亚和埃尔比勒从土地从国防部、工业部、教育和贸易部那里接收主要地方的时候，我们不是在谈论小规模的腐败，而是在谈论马苏德·巴尔扎尼本人和贾拉勒·塔拉巴尼本人的大规模的贪污。” |

受2011年埃及革命影响，变革运动曾呼吁内阁辞职、解散库尔德斯坦地区政府，作为对同时发生的针对库区政府的抗议的回应，库民党开火击杀了两名抗议者，并击伤了数人。随后，他们在夜里焚毁了变革运动的包括一座电视广播站在内的好几栋建筑。这激起了公愤，导致了更多的游行示威。朝野各党派均指责该党造成了不必要的骚乱，并指出没有必要让库尔德政府下台。大赦国际和人权观察敦促允许抗议活动，并要对伤亡事件进行独立调查。
维基解密揭露的一份美国国务院电报，在为外交官提供的伊拉克库尔德地区政治格局的概述中指出“库民党由家族组成，像黑社会组织一样运行。例如，他（马苏德·巴尔扎尼）叔叔是外交部长霍希亚尔·兹巴里，他侄子是库区政府总理内奇尔万·巴尔扎尼，而他儿子马斯罗尔是库区政府情报机构负责人。”

## 组织机构
库尔德斯坦民主党于1946年8月16日在已故的穆斯塔法·巴尔扎尼的领导下成立。该党的领导组织机构包括：主席、副主席、政治局和中央委员会。下级组织机构包括党部“利格”（liq）、区党委“瑙查”（nawcha），地方组织“雷克赫劳”（rek-khraw）和基层组织“沙娜”（shana）。各个党部的领导由政治局或中央委员会成员兼任，其他成员在党部大会和区党委大会上选举产生。
以下是各个党部及对应的区域：
- 第1党部 - 杜胡克
- 第2党部 - 埃尔比勒
- 第3党部 - 基尔库克
- 第4党部 - 苏莱曼尼亚
- 第5党部 - 巴格达
- 第6党部 - 欧洲（伦敦）
- 第7党部 - 北美（华盛顿）
- 第8党部 - 扎胡
- 第9党部 - 阿格拉（英语：Aqrah）
- 第10党部 - 索兰（英语：Soran District）（赖万杜兹（英语：Rawandiz）地区）
- 第11党部 - 拉尼耶（英语：Ranya District）、Qelladizê
- 第12党部 - 哈拉卜贾
- 第13党部 - 尼尼微
- 第14党部 - 摩苏尔
- 第15党部 - 哈奈根-迪亚拉
- 第16党部 - 埃尔比勒-舍韦斯
- 第17党部 - 辛贾尔
- 第18党部 - 艾因锡夫尼（英语：Ain Sifni）
- 第19党部 - 恰姆恰馬勒
- 第20党部 - 加拿大
- 第21党部 - 卡拉尔（英语：Kalar, Iraq）
- 第23党部 - 迈赫穆尔（英语：Makhmur, Iraq）
- 第24党部 - 舍格拉沃（英语：Shaqlawa）
- 第26党部 - Ballekayetî-Çoman

## 库尔德斯坦妇女联盟
库尔德斯坦妇女联盟（Kurdistan Women Union，简称KWU）是库民党的妇女组织，倡导妇女在党内和社会上的权益。自1952年成立以来，库妇联积极参与到库尔德民族斗争和为库尔德斯坦人民争取人权和民主权利的斗争之中。该组织从事反对压迫和歧视的事业。此外，库妇联在库民党对抗历届伊拉克政府对库尔德人的镇压的抵抗运动中发挥了积极的作用。库妇联为结束库尔德社会对妇女的歧视和偏见而不断努力。
库妇联在埃尔比勒建立了一所缝纫厂为妇女创造的就业机会。该联盟还运行着一个社会和保健中心来为贫困家庭提供必要的基本服。其他的项目还包括：利用国际非政府组织的援助开设的为儿童提供课余活动的开放娱乐设施和游乐场，通过会议确立的教育方案，说明妇女在社会中所遭受的歧视和不公正待遇的出版物。该联盟还派出代表团到一些欧洲国家发展与其他妇女组织的关系，为库尔德斯坦的女性受害者寻求人道主义援助，并交流管理和组织的经验。未来的愿望包括：开办护士学校，为失去父母的安法尔孩子建立孤儿院，并获得更多的学习用品。由于经济、政治和社会的变革，库尔德妇女已经有了很大的进步，议员、部长、教师、工程师、律师、劳工和其他专业机构的成员中都已经有女性的存在。